# Armageddon 2419 A.D.
Armageddon 2419 A.D. ist eine Science-Fiction-Erzählung des US-amerikanischen Autors Philip Francis Nowlan und erschien erstmals 1928 in der Augustausgabe des SF-Pulp-Magazins Amazing Stories. Die Fortsetzung The Airlords of Han erschien 1929 in Amazing Stories. 1962 erschienen die beiden Erzählungen zum Roman verbunden als postumer Fix-up (Nowlan ist 1940 verstorben). 1978 erschien eine nochmals von Spider Robinson stark überarbeitete Fassung.

## Inhalt
Die Erzählung beschreibt eine endzeitliche Katastrophe (Harmagedon) im Amerika des 25. Jahrhunderts. Das ganze Land wurde von den mongolisch-chinesischen Han erobert. Die Han besitzen eine hochentwickelte Technologie und haben große Flugzeuge mit Desintegrator-Strahlenwaffen, die zerstäubend und daher tödlich wirken. Von Zeit zu Zeit fallen sie in das amerikanische Land ein, um die letzten „Wilden Amerikaner“ aufzuspüren, damit diese nicht zu einer Bedrohung für die Kultur der Han werden können.
Die letzten Amerikaner leben in kleinen vernetzten Gruppen und verstecken sich vor den Han in den Wäldern. Sie hoffen auf den heimlichen Wiederaufbau ihrer Zivilisation durch die Entwicklung der neuen Technologien „Ultron“ und „Inertron“.
Inertron ist eine Substanz mit umgekehrter Schwerkraft oder Antischwerkraft-Eigenschaft: Eine Person, die sich eine bestimmte Menge Inertron umschnallt, meist die des eigenen Körpergewichts, wird entsprechend leichter. Befestigt diese Person nun einen Jumper auf dem Rücken – das sind Raketenmotoren mit Inertron-Ummantelung –, kann sie in weiten Sprüngen über das Land fliegen. 
Ultron dagegen ist eine absolut unsichtbare und nicht reflektierende Substanz von großer molekularer Dichte bei moderater Elastizität. Sie hat die Eigenschaft einer 100-%-Leitfähigkeit von elektromagnetischen Strahlen wie Licht, Elektrizität und Wärme. Neben Raketenwerfern und Radiofrequenzen, die der Feind nicht aufspüren kann, wollen die Widerstandskämpfer diese beiden Technologien im Kampf gegen die „Hans“ einsetzen.
Hauptfigur und Erzähler in Armageddon 2419 A.D. ist Anthony Rogers, der später in den verschiedenen Comic-Strips, Radioshows und Filmreihen als „Buck Rogers“ bezeichnet wird. Rogers erzählt die Ereignisse des „zweiten Unabhängigkeitskrieges“ der zum ersten Sieg der Amerikaner über die Hans führt.

## Kritik
Das Konzept vom bedingungslosen Kampf einer weißen Rasse gegen eine sie bedrohende, unmenschliche gelbe Rasse wurde oft als rassistisch kritisiert. Nowlan griff hier eine Vorstellung auf, die seinerzeit in der westlichen Welt verbreitet war und als „Gelbe Gefahr“ bezeichnet wurde. Auch in anderen Büchern, Comics und Filmen jener Zeit wird der Bösewicht durch einen asiatischen Erzschurken verkörpert. Ein bekanntes Beispiel ist die Roman- und Filmfigur Dr. Fu Manchu oder der Despot Ming in „Flash Gordon“.

## Ausgaben
- Erstdruck: 
  - Teil 1: Armageddon—2419 A. D. In: Amazing Stories, August 1928. Nachdruck: Amazing Stories, April 1961.
  - Teil 2: The Airlords of Han. In: Amazing Stories, März 1929. Nachdruck: Amazing Stories, Mai 1962.
- US-Taschenbuch: Armageddon 2419 A.D. Avalon, 1962. Auch als: Ace Books (F-188), 1963.
- UK-Taschenbuch: Armageddon 2419 A.D. Panther, 1976, ISBN 0-586-04299-7.
- Überarbeitete Fassung von Spider Robinson: Armageddon 2419 A.D. Ace Books, 1978, ISBN 0-441-02939-6.
- Aktuelle englische Ausgabe: Armageddon 2419 A.D. Wildside Press, 2008, ISBN 978-1-4344-7003-4.
- Sammelausgabe der beiden Erzählungen: Armageddon 2419 A.D. and The Airlords of Han. Dover Publications, 2017, ISBN 978-0-486-79540-9.
- E-Book: Armagedon 2419 A.D. Project Gutenberg Australia.
- Deutsche Übersetzung: Armageddon 2419 : eine Science-Fiction-Erzählung. Übersetzt von Meiko Richert. Edition Dornbrunnen, Berlin 2016, ISBN 978-3-943275-16-2.